# Achmarda
Achmarda (en georgiano: აჩმარდა; en abjasio: Аҽмарда; en armenio: Աչմարդա) es una aldea que pertenece a la parcialmente reconocida República de Abjasia, parte del distrito de Gagra, aunque de iure pertenece al municipio de Gagra de la República Autónoma de Abjasia de Georgia.

## Geografía
Achmarda se encuentra en el margen derecho del río Tsandripshi, a 12 km del mar Negro y a 39 km de Gagra. Las aldea se administra desde el pueblo de Baghnari.

## Historia
La aldea de Achmarda fue fundada en 1898 por armenios que se trasladaron desde Sochi y el actual municipio de Jobi, en Georgia.

## Demografía
La evolución demográfica de Achmarda entre 1959 y 1989 fue la siguiente:
| 415                                                 | 230 |
| (Fuente: Population of Abkhazia since Soviet times) |     |

Según el censo de 1959, la mayoría de la población local eran armenios.

## Economía
La población se dedica al cultivo de tabaco, maíz y fruticultura. 

## Infraestructura

### Educación
Contaba con una escuela armenia de ocho años y una biblioteca. 